# Aplidium inversum
Aplidium inversum är en sjöpungsart som först beskrevs av Pérès 1959.  Aplidium inversum ingår i släktet Aplidium och familjen klumpsjöpungar. Inga underarter finns listade i Catalogue of Life.